# Miljoenenprogramma

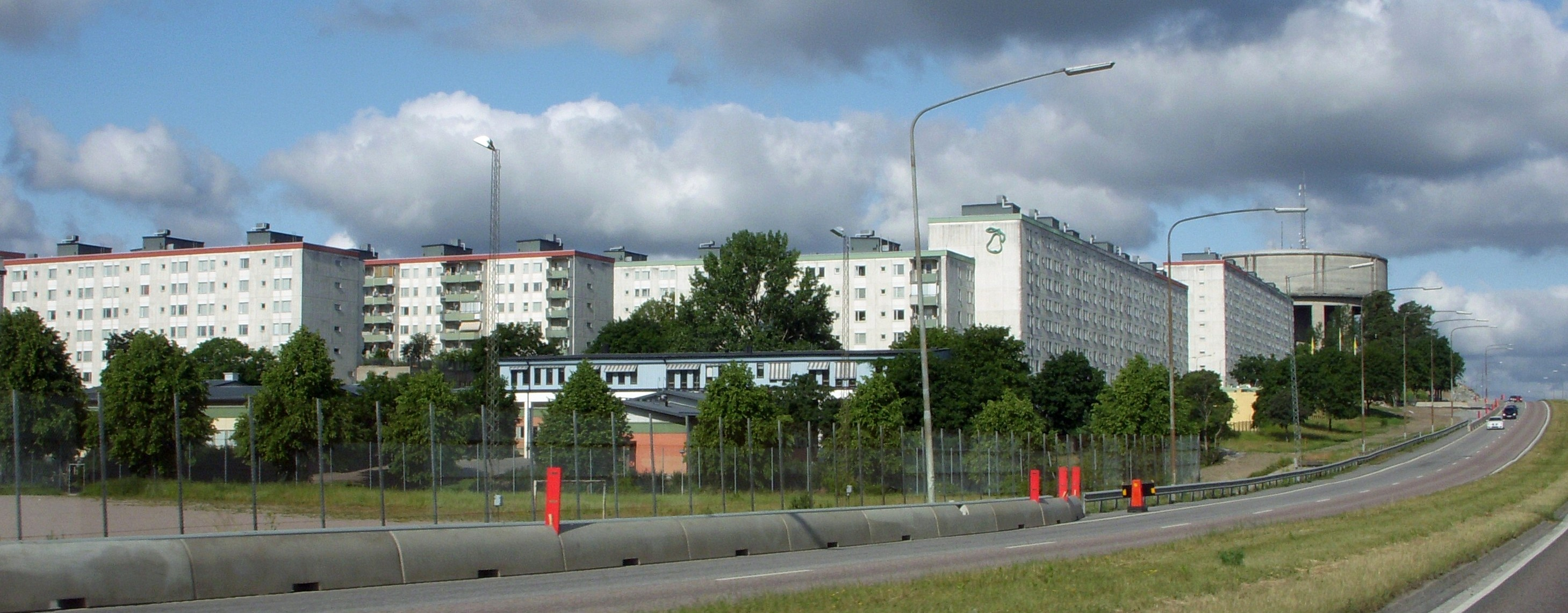
De voorstad Tensta ten noorden van Stockholm.

Het Miljoenprogramma (Zweeds: miljonprogrammet) was een Zweeds nationaal volkshuisvestingsprogramma om in de jaren 1964 tot 1974 een miljoen nieuwe huizen te bouwen. Het plan kwam van de regerende sociaaldemocraten die vooral in de grote steden wilden bouwen. Daarvoor  zou een groot aantal verouderde, slechte  woningen worden gesloopt.
In 1975 was het programma voltooid en waren er 1.006.000 nieuwe woningen gebouwd.

## Kritiek
De uitvoering en de gevolgen werden voluit bekritiseerd in Zweden, maar ook in het buitenland. Het meest gehoord was dat de betonnen flatgebouwen de horizon zouden vervuilen en zouden lijken op de saaie flatcomplexen uit het Oostblok. 

## Miljoenenprogramma-wijken
Bekende wijken die grotendeels zijn opgezet tijdens het Miljoenenprogramma zijn:
- Rinkeby, Tensta en Skärholmen in Stockholm
- Hammarkullen, Angered en Bergsjö in Göteborg
- Rosengård, Lindängen en Holma in Malmö